# Onthoofding van 21 koptische christenen in Libië in februari 2015
De onthoofding van 21 Egyptische koptische christenen in Libië werd uitgevoerd door de terreurgroep Islamitische Staat (IS) en door deze groep zelf naar buiten gebracht op 15 februari 2015.

## Gebeurtenis
De terreurgroep publiceerde op 12 februari een reportage in haar online magazine Dabiq waarin foto's te zien waren van de twintig Egyptenaren en een, waarschijnlijk, Ghanese man. Zij waren vissers en dertien van hen waren afkomstig uit het dorpje Al-Our (Minya). Ze werkten als gastarbeider in Sirte en waren bij twee verschillende aanvallen in december 2014 en januari 2015 ontvoerd. IS dreigde de christenen te doden als wraak vanwege “de ontvoering van moslimvrouwen door de Egyptische koptische kerk”. 
Eerder in 2014 had een militante groep in Oost-Libië zich gevoegd bij IS in Syrië en Irak. Aan het einde van 2014 veroverden zij de Libische stad Derna.
Op 15 februari 2015 bracht IS een vijf minuten durende video naar buiten waarin op het strand de onthoofding van de 21 christenen te zien was. De slachtoffers zijn te zien in oranje overalls, een verwijzing naar de gedetineerden in Guantanamo Bay. Na de video zegt een van de leiders dat ze "Rome zullen veroveren, met Allah's steun".

## Nasleep
De onthoofding werd door de internationale gemeenschap massaal veroordeeld. De Egyptische president Abdul Fatah al-Sisi kondigde een periode van zeven dagen van nationale rouw af en stelde een reisverbod in richting Libië. Op 16 februari bombardeerden Egyptische vliegtuigen trainingskampen van IS in de omgeving van Derna. Daarbij kwamen tussen de 40 en 50 militanten om het leven. Zeker twintigduizend Egyptenaren ontvluchtten Libië in de dagen na het bekend worden van de moordpartij.
De Koptisch-orthodoxe Kerk van Egypte kondigde aan de vermoorde vissers als martelaar te zullen erkennen. Paus Theodorus II van Alexandrië zei op 21 februari 2015 dat zij een plaats zouden krijgen in het koptische synaxarion. In 2023 erkende ook de Rooms-katholieke Kerk de 21 slachtoffers als martelaar door aan te kondigen ze op te nemen in de Martyrologium Romanum – de officiële lijst van martelaren en heiligen van het Vaticaan.
De lichamen van de vermoorde kopten werden in oktober 2017 teruggevonden op aanwijzing van een gevangen IS-strijder. Zij droegen nog de oranje overalls en hun handen waren nog gebonden. In mei 2018 zond Libië de lichamen terug naar Egypte. Twee jaar later werd ook het lichaam van Matthew Ayariga, het eenentwintigste slachtoffer en vermoedelijk van Ghanese nationaliteit, naar Egypte overgebracht.
Precies vijf jaar na de moorden, op 15 februari 2020, werd in Al-Our een monument voor de onthoofde vissers ingewijd.